# Рождение и смерть Торнадо-тирана!
«Рождение и смерть Торнадо-тирана!» (англ. Hail the Tornado Tyrant!) — двадцатый эпизод американского мультсериала «Бэтмен: Отважный и смелый».

## Сюжет
Красный торнадо приглашает Бэтмена в свою лабораторию, чтобы тот лицезрел рождение его сына, робота Торнадо-защитника, который будет отличаться от отца наличием эмоций. Бэтмен настораживается от такой идеи. Когда он активируется, то сначала не проявляет никаких. Втроём они отправляются за разбушевавшимся злодеем Дизастером, управляющим природными стихиями. Бэтмен весьма быстро побеждает его. Торнадо-защитник подмечает полезность героя, но в тот момент Дизастер, очнувшись, стреляет ему в спину молнией. Бэтмен вырубает злодея бэторангом, а Торнадо-защитник после электрического шока проявляет эмоции.
На протяжении следующей недели отец и сын помогают людям. Защитника интересуют философские вопросы, на которые отец не может дать чётких ответов. Во время пожара Защитник спасает детей, пока Красный торнадо тушит огонь с пожарными. Вернув детей родителям, Торнадо-защитник сталкивается с неблагодарностью и ругается с людьми. Красный торнадо уводит сына, и они разговаривают на пляже. Защитник начинает терять веру в людей и улетает. Бэтмен подходит к Красному торнадо и подмечает эту ситуацию. Красный торнадо получает сообщение о побеге Дизастера.
Когда они прибывают в тюрьму, туда также приходит Защитник. Дизастер вырубает Красного торнадо, что очень злит его сына. Он начинает жестоко избивать злодея и собирается прикончить, но его останавливает Бэтмен. Тогда Защитник поднимает руку и на него. Красный торнадо приходит в себя и просит сына успокоится. Однако Защитник не желает его слушать и приходит к выводу, что человечество — это зло и болезнь. Тогда Бэтмен вырубает его бэторангом. В лаборатории Красный торнадо с огорчением отключает своего сына. Однако предварительно Защитник удалил устройство аварийного выключения, и, когда отец с Бэтменом ушли, он модифицировал себя, став Торнадо-тираном. Он объявляет войну человечеству и нападает на пляж, желая вызвать сильный приток воды, чтобы затопить город и его жителей, затем проделывая это по всей планете. Прибывают Бэтмен и Красный торнадо. Отец пытается вразумить сына, но тот не слушает его. Бэтмен наносит серьёзный урон Тирану, а Красный торнадо добивает его, взрывая сына. В лаборатории он уничтожает его останки, заявляя, что зря пытался познать человеческие эмоции. Бэтмен пытается подбодрить друга, но у него не получается. Когда Тёмный рыцарь уходит, Красный торнадо пускает слезу, заявляя, что у него подтекает масло и ему нужно провести внутреннюю диагностику.

## Роли озвучивали
- Дидрих Бадер — Бэтмен
- Кори Бёртон — Красный торнадо[англ.]
- Карл Ламбли — Торнадо-защитник — Торнадо-тиран

## Отзывы
Дэн Филлипс из IGN поставил эпизоду оценку 6 из 10 и написал, что «„Рождение и смерть Торнадо-тирана!“ очень сильно отличается по тону от предыдущих серий этого мультсериала». Рецензент пишет: «После смехотворно приятных „Проделок чёрного чертёнка!“ на прошлой неделе — на сегодняшний день лучшего эпизода сериала — на этой неделе не было ни глупого смеха, ни непочтительного тона, ни вдохновлённых высоких концепций, которые я ожидал от этого мультсериала». В конце критик написал, что ему «было чрезвычайно трудно эмоционально вложиться в эту мелодраму», и он «был действительно рад, что всё это закончилось». Он добавил, что «„Бэтмен: Отважный и смелый“ работает лучше всего, когда без извинений держит на лице широкую тупую ухмылку; а не когда заставляет вырваться слезу из холодного, скованного, металлического выражения лица».